# Puntallana
Puntallana – gmina w Hiszpanii, w prowincji Santa Cruz de Tenerife, we wspólnocie autonomicznej Wysp Kanaryjskich, o powierzchni 35,1 km². W 2011 roku gmina liczyła 2428 mieszkańców.